# 샤를 알렉상드르 드 칼론

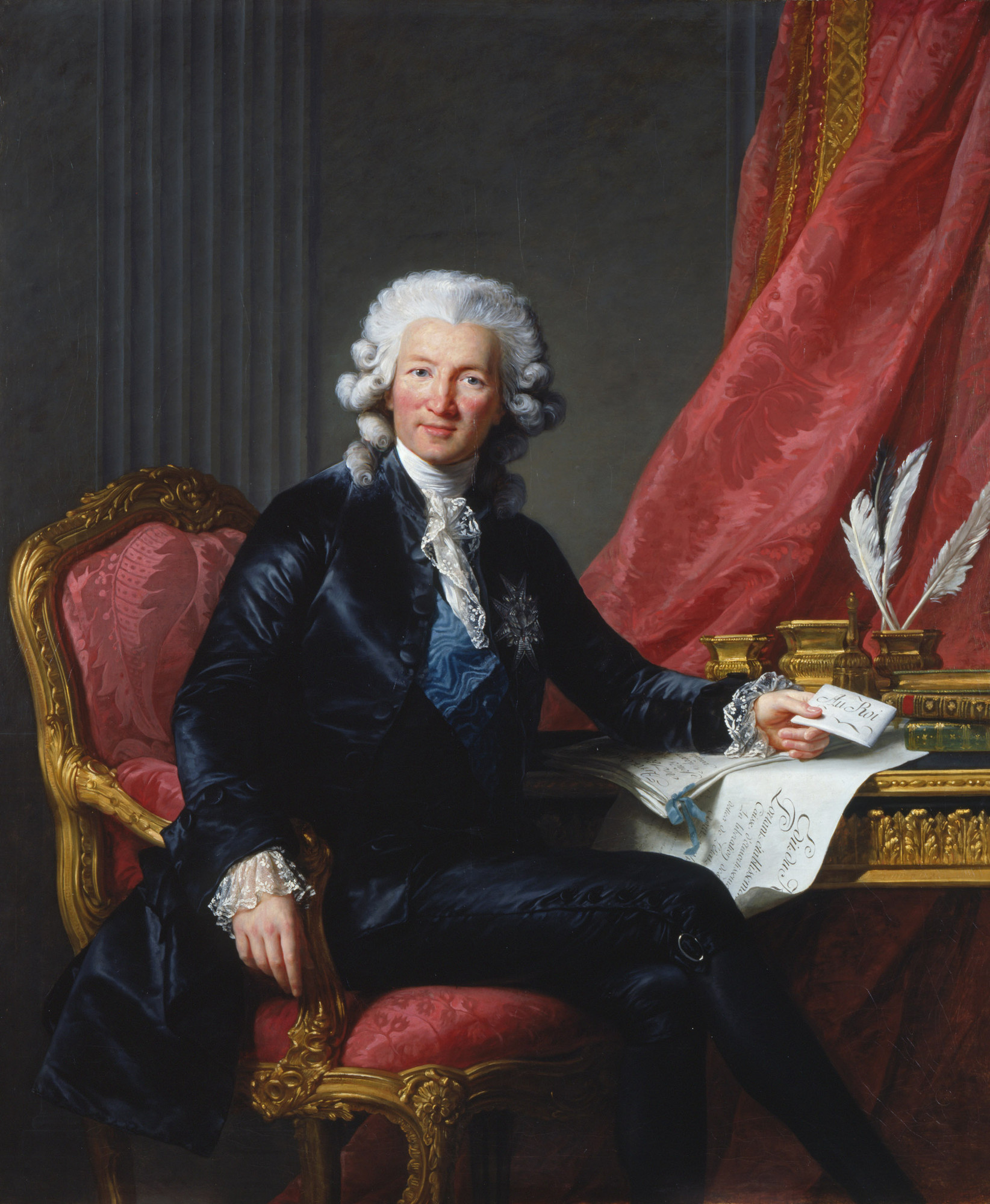
샤를 알렉상드르 드 칼론 (1732년~1802년)

샤를 알렉상드르 드 칼론(프랑스어: Charles Alexandre de Calonne, 1732년 1월 20일 ~ 1802년 10월 30일)을 프랑스의 정치가이다.

## 생애

### 초년 및 초기활동
칼론은 1732년 두에의 부유한 가문에서 태어났다. 그는 법학을 공부하였고 공부를 마친 후 아르투아의 변호사, 두에 의회의 검사, 심사관을 거쳐 1768년에는 메스의 지방 장관이 되었고 1774년에는 릴의 지방 장관을 맡았다. 칼론은 사업가적인 기질을 가지고 있었으나 정치적으로 그다지 도덕적이지는 못하였다. 프랑스 혁명 직전의 혼란스러운 상황에서 여러 장관들이 국가 재정 문제를 해결하기 위해서 노력하였으나 결국에는 자리를 내놓고 떠나야만 했는데, 칼론은 이 상황에서 재무총감 자리에 1783년 11월 3일에 임명되었다. 이러한 그의 임명에는 3년 반 동안 그를 지원해준 베르젠의 활약이 컸다. 그러나 루이 16세는 칼론을 그다지 좋게 평가하지 않았으며 합스부르크 대사에 따르면 대중에 대한 그의 명성 역시 그다지 좋지 않았다고 한다.

### 재무총감
칼론이 재무총감으로 임명되어 마주친 것은 최악으로 치닫던 프랑스의 재정이었다. 당시 프랑스는 큰 부채를 떠안고 있었는데, 칼론은 이를 처음에 국가의 신용을 회복하는 것으로 해결하려고 하였다. 1785년 10월 칼론은 금화 주조를 실시하였고, 할인은행을 발전시켰다. 그러나 이런 시도는 실패로 끝났고, 칼론은 왕에게 내부 관세 억제와 귀족과 로마 가톨릭교회 성직자 등 특권계층에 대한 과세를 건의하기에 이르렀다. 튀르고와 네케르는 이러한 개혁을 시도한 바 있는데, 칼론은 이들의 실패를 의회의 악의적인 공격으로 인한 것으로 귀인하였다. 따라서 칼론은 명사회를 1787년 2월 22일 개최하였다.
그 이전부터 이미 칼론은 재정 적자에 직면하였으며, 이를 해결하기 위해서 모든 재산에 구별없이 세금을 부과하기를 요청하였다. 이러한 조치는 로마 가톨릭교회 등 특권 계층의 큰 반발을 불러일으켰다. 이에 격분한 칼론은 프랑스의 재정에 대한 그의 보고서를 출판하였고 이러한 행위는 그와 왕실 사이를 소원하게 만들었다. 결국 루이 16세는 1787년 4월 8일 그를 해임하였고 이와 동시에 로렌으로 추방하였다. 당시 칼론은 조세를 늘리려는 시도로 비난받고 있었기 때문에 파리에서는 많은 사람들이 그의 퇴임을 환영하였다. 칼론의 후임으로 툴루즈 대주교 브리엔이 임명되었으나 재정문제는 해결하지 못하였고 1788년 8월초에 삼부회 개최를 재가받은 후 국가 지불 정지 사태의 책임을 지고 해임되었다. 1788년 8월 26일에 브리엔의 후임으로 임명된 네케르가 임명되었고 1789년 5월에 삼부회가 개최되었다.

### 퇴임 후
칼론은 퇴임 얼마 후 영국으로 이주하였으며, 재정에 있어서 네케르와 논쟁적인 교신을 주고받기도 하였다. 1789년, 삼부회가 조직될 당시 칼론은 플랑드르로 건너가서 삼부회의 의원이 되려고 하였으나 프랑스에서는 그의 입국을 금지하였다. 이에 대항하여 칼론은 코블렌츠의 추방자 모임에 가입하였다. 칼론은 이 모임에서 부유한 과부였던 그의 아내의 재산까지 거의 다 써버릴 정도로 열심히 활동하였다. 칼론은 프랑스 혁명이 일어난 뒤 반혁명운동에 헌신했으며 국민의회를 맹렬히 비난했다. 그는 1790년 12월부터 1792년 8월에 군주제가 몰락할 때까지 에미그레(혁명 때문에 외국으로 망명한 귀족들)의 주요한 조언자 생활을 했다. 칼론은 1802년까지 런던에서 거주하였으며, 나폴레옹의 허락으로 귀국하였다. 칼론은 프랑스로 돌아온 지 약 1달 뒤인 1802년 10월 30일 사망하였다. P. 졸리가 쓴 전기 〈칼론 Calonne〉이 1949년에 출판되었다.
 본 문서에는 현재 퍼블릭 도메인에 속한 브리태니커 백과사전 제11판의 내용을 기초로 작성된 내용이 포함되어 있습니다.

## 같이 보기
- 명사회
- 삼부회